# Carasso (Bellinzona)
Carasso è una frazione del comune svizzero di Bellinzona, nel Canton Ticino (distretto di Bellinzona).

## Geografia fisica
Carasso è situato sulla sponda destra del fiume Ticino.

## Storia
Fino al 1906 è stato un comune autonomo; il 18 novembre 1907 è stato accorpato al comune di Bellinzona assieme agli altri comuni soppressi di Daro e Ravecchia.

## Monumenti e luoghi d'interesse
- Chiesa di Sant'Andrea: attestata nel 1285, nel XVIII secolo è stata trasformata in stile barocco[1].

## Economia

### Turismo
A Carasso si trovava la partenza della funivia Carasso-Monti di Baltico. Chiusa dal 2007, che porta i suoi passeggeri fino alla fermata intermedia dei Monti di Marno o fino agli oltre 1 000 metri s.l.m. dei Monti di Baltico da dove, in circa due ore, si può raggiungere la capanna Albagno. Da questa si possono effettuare escursion verso la Cima dell'Uomo, il Monte Gaggio o la Cresta di Morisciolo.

## Amministrazione
Ogni famiglia originaria del luogo fa parte del cosiddetto comune patriziale e ha la responsabilità della manutenzione di ogni bene ricadente all'interno dei confini della frazione.